# Teluk Rumbia
Teluk Rumbia is een bestuurslaag in het regentschap Aceh Singkil van de provincie Atjeh, Indonesië. Teluk Rumbia telt 748 inwoners (volkstelling 2010).